# Open MPI
Open MPIは、Message Passing Interface（MPI）ライブラリのプロジェクトである。FT-MPI、LA-MPI、LAM/MPI、PACX-MPIなど、いくつかの他のプロジェクトの技術やリソースを組み合わせて作られている。TOP500のスーパーコンピューターの多くで使用されており、2008年6月から2009年11月まで1位だったRoadrunnerや、2011年6月から2012年6月まで1位だった京コンピュータでも使用されている。

## 概要
Open MPIは、次の3つの有名なMPI実装を合わせたものとなっている。
- FT-MPI - テネシー大学が開発
- LA-MPI - ロスアラモス国立研究所が開発
- LAM/MPI - インディアナ大学が開発

これらの3実装を開発したチームに、シュトゥットガルト大学のPACX-MPIチームのコントリビューターを加えた4者が、Open MPI開発チームの創立メンバーである。
Open MPIの開発者は、1つ以上の領域で優れている実装としてこれらのMPI実装を選択した。Open MPIの目標は、各プロジェクトで使用されている最も優れたアイデアと技術を使用することで、あらゆる領域で優れた世界レベルの1つのオープンソースのMPI実装を作成することである。Open MPIプロジェクトでは、トップレベルの目標として、以下のような目標を定めている。
- ピアレビューが行われた、本番環境で使用できるクオリティの、自由かつオープンソースのソフトウェアとして、完全なMPI-3.0実装を開発すること。
- 極めて高速で、競争的な性能（低レイテンシーまたは高バンド幅）を提供すること。
- ハイパフォーマンス・コンピューティングコミュニティーを外部開発者（ベンダー、サードパーティーの研究者やユーザーなど）やフィードバックと連携させること。
- サードパーティーの研究者や商用開発者のための安定したプラットフォームを提供すること。
- 他のMPIプロジェクトでよく起こる「フォーク問題」を回避するのを助けること[6]。
- さまざまな種類のハイパフォーマンス・コンピューティングのプラットフォームや環境をサポートすること。

## コードモジュール
Open MPIのコードには主に3つのモジュールが含まれる。
- OMPI - MPIコード
- ORTE - オープンランタイム環境（Open Run-Time Environment）
- OPAL - オープンポータブルアクセスレイヤー（Open Portable Access Layer）

## 商用の実装
- Sun HPC Cluster Tools - バージョン7以降、SunはOpen MPIに移行した
- Bullx MPI - 2010年、BullはOpen MPIをベースにしたbullx MPIのリリースを発表した[7]